# L'Observateur (France, 1789)
L'Observateur est un des premiers journaux révolutionnaires, écrit par le journaliste Gabriel Feydel ainsi que l’écrivain Choderlos de Laclos, du premier août 1789 au 12 octobre 1790. Il est édité par le libraire-imprimeur Garnery, sis quai des Augustins, no 25. Avec un total de 131 numéros, la rédaction décrivit au peuple les discussions à l’Assemblée Nationale ainsi que les premiers jours de la révolution française. À cause de son style sarcastique, le journal doit faire face à de nombreuses polémiques.

## Histoire
En 1789, les États généraux sont au centre de l’actualité. De multiples rumeurs courent chez les Parisiens concernant les discussions se tenant à Versailles. C’est alors que de nombreux journalistes créent des revues de presse (on en compte aujourd’hui plus de 140). Gabriel Freydel, alors secrétaire des Amis de la Constitution se joint à Choderlos de Laclos afin d’écrire un journal. Le 1er août 1789 parait le premier numéro, comprenant une dizaine de lignes. L’observateur bénéficie dès lors d'une parution trihebdomadaire : le mardi, le jeudi, le samedi ou le dimanche. Grâce au succès de la revue, un système de souscription est mis en place : chaque lecteur a la possibilité d’envoyer son adresse aux libraires. À partir du numéro 4, Feydel met en place un « supplément » qui sera également présent sur les éditions ultérieures.
Les sujets traités sont alors assez vastes, on parle de politique, raconte des anecdotes, mais aussi des dénonciations d’abus… Le journal se place du côté du peuple et n’hésite pas à critiquer les aristocrates les traitant de « mauvais citoyens ». Cependant, les idées diffusées prônent la paix et ne livrent aucun commentaire sur des sujets fondamentaux. Les premiers débats de l’Assemblée nationale sont racontés puis analysés, et les premiers jours de la révolution française y sont résumés. 
Durant l’année 1789, les auteurs écrivent quelques attaques contre des journaux et enchaînent les polémiques, notamment contre le journaliste Gracchus Babeuf.  
En 1790, la revue subit des interruptions (après le 23 février et du 23 mars au 4 avril). Pendant ces quelques interruptions, certaines contrefaçons sont créées. On en recense à Hambourg, à Lyon et à Bordeaux. Elles ont pour but de discréditer l’image du journal et seront niées par Feydel et Laclos. Finalement, la parution s’arrête le 12 octobre 1790, pour des raisons inexpliquées.

## Collection
La collection de l’observateur  contient 131 numéros réunis en 2 volumes in-8 : 
- le 1er volume contient 91 numéros ainsi que 736 pages
- le 2e volume contient 40 numéros ainsi que 326 pages